# Constantino Lárdis
Constantino, apelidado Lárdis (em grego: Κωνσταντίνος ὁ Λαρδῦς) foi um dos oficiais seniores do reinado do imperador Maurício (r. 582–602).

## Biografia

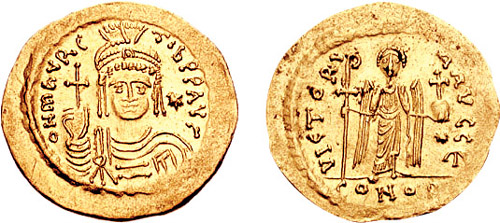
Soldo de Maurício r.

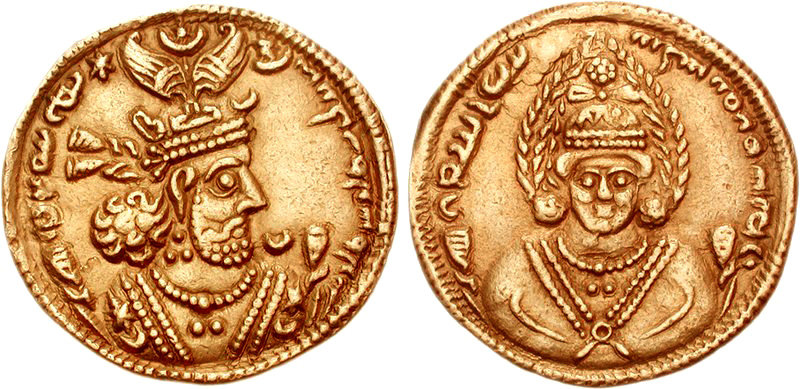
Dinar de ouro de r.

Constantino era um dos principais membros do senado e patrício. Manteve o poderoso posto de prefeito pretoriano do Oriente por algum tempo durante a parte final do reinado de Maurício, embora cerca de 602 era curador do Palácio de Hormisda (curator domus divinae) e as extensivas propriedades imperiais ligadas a ele. Seu mandato como prefeito pretoriano foi impopular devido às políticas financeiras rigorosas desenvolvidas por Maurício.
Constantino teve um importante papel no tumulto que terminou com o reinado de Maurício em 602, provocado pelo motim do exército danubiano. A situação interna já tensa foi exacerbada quando Constantino incorreu à hostilidade com a influente facção verde, o que levou os verdes a protestarem no Hipódromo de Constantinopla e gerou mais tumultos contra Maurício, durante o qual Constantino foi queimado.
No dia seguinte aos motins, 22 de novembro, Maurício, junto de sua família e associados mais próximos, fugiu da capital diante do avanço do exército rebelde sob Focas, e cruzou à Calcedônia. Numa tentativa de garantir apoio do xá Cosroes II (r. 590–628), Maurício enviou seu filho mais velho e coimperador Teodósio ao Oriente e enviou Lárdis para acompanhá-lo. Foram logo chamados de volta, e no retorno caíram nas mãos dos homens de Focas e foram executados na Calcedônia, poucos dias após a execução de Maurício e seus outros filhos.